# Burghead

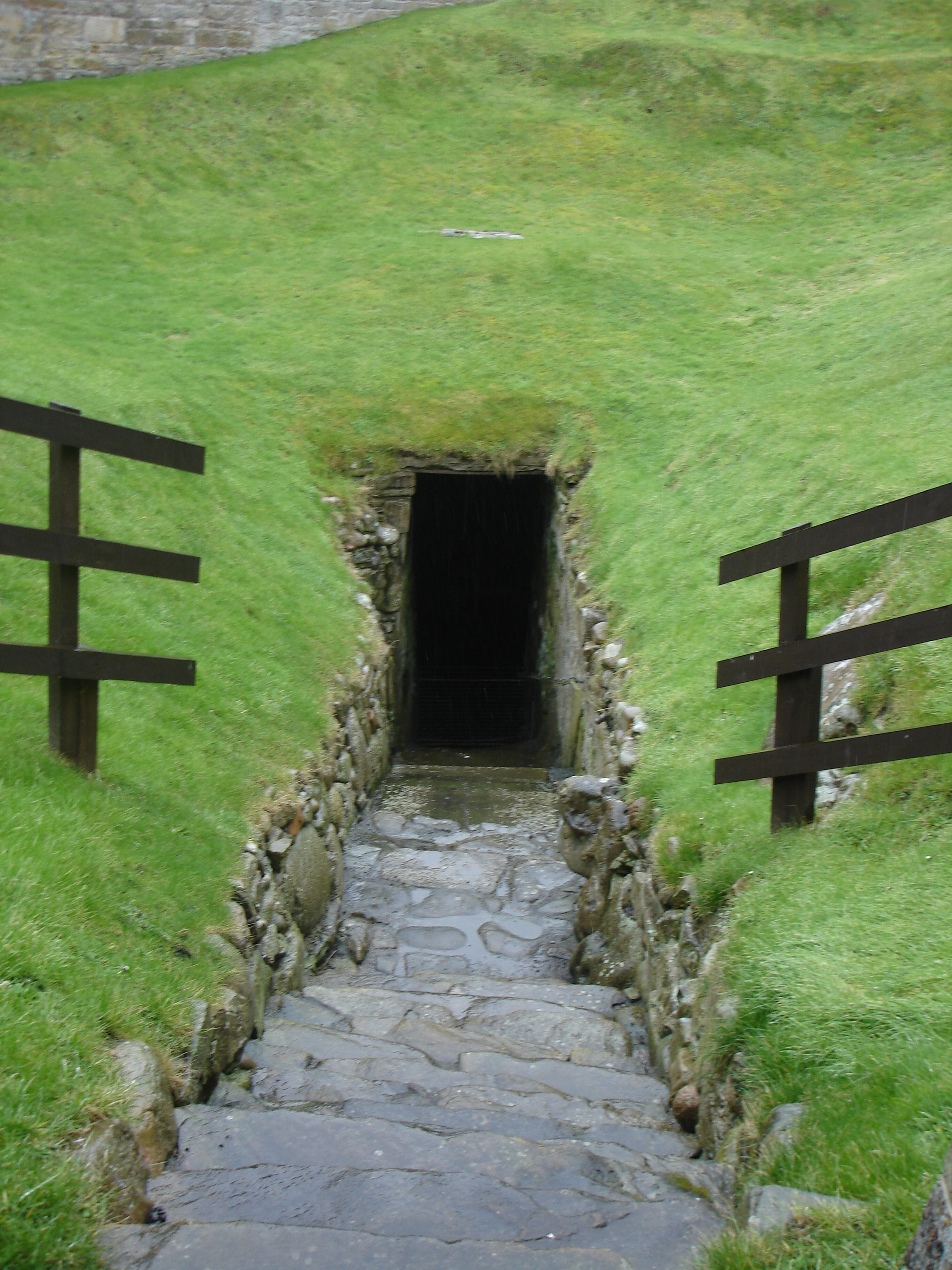
La fonte di Burghead

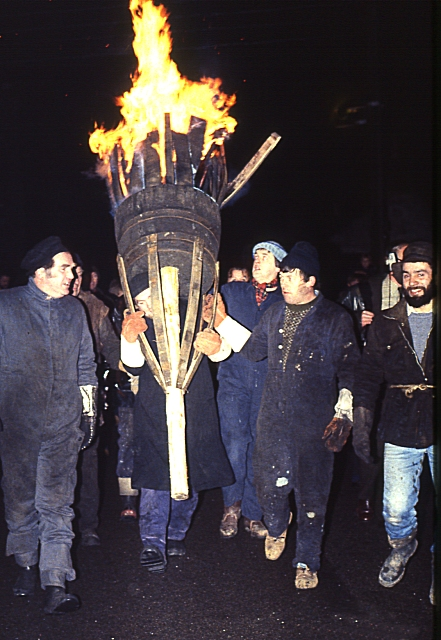
Il "Burning the Clavie"

Burghead (in Scots: Burgheid o The Broch; in gaelico scozzese: Am Broch) è una cittadina (e un tempo burgh) di circa 1.900 abitanti della costa nord-orientale della Scozia, facente parte dell'area di consiglio del Moray ed affacciata sulla baia di Burghead (parte del Moray Firth, Mare del Nord)

## Geografia fisica
Burghead si trova circa 13 km a nord-ovest di Elgin e si estende lungo la parte nord-orientale della baia di Burghead.

## Origini del nome
Il toponimo Burghead è formato dal termine di origine danese burgh, con cui si indicava la fortezza che si ergeva in loco, e il termine head, che significa "promontorio".

## Storia
Stando ai ritrovamenti archeologici, l'area su cui sorge la cittadina è abitata almeno sin dall'Età del Ferro, ma i primi insediamenti sono probabilmente ancora più antichi.
I Pitti realizzarono quindi in loco una fortezza, che fu ampliata nei successivi cinque secoli: a questa fortezza, come detto, la cittadina deve il proprio nome.
Nell'884, la località, all'epoca nota come Torridun, fu conquistata da Sigrurdr, il signore delle isole Orcadi. I Norvegesi furono però cacciati dagli Scozzesi nel 1110.
A partire dal 1750, su iniziativa della famiglia Stephen, quello che era allora un piccolo villaggio di pescatori divenne un centro per la costruzione di imbarcazioni. In seguito, a partire dal 1805, l'architettura cittadina si espanse grazie all'iniziativa di William Young di Inverurie; al celebre ingegnere Thomas Telford fu affidata nel 1805 la progettazione del porto.;

## Monumenti e luoghi d'interesse

### Architetture religiose
Tra le principali architetture religiose di Burghead, figura una cappella del VII secolo dedicata al sacerdote irlandese Aethan.

### Siti archeologici
Tra i principali luoghi d'interesse di Burghead, figurano le rovine del forte realizzato dai Pitti, che fu in uso probabilmente tra il 450 e l'850 d.C. e che fu in seguito distrutto da un incendio.
Tra i principali reperti rinvenuti nel forte, figurano delle pietre raffiguranti dei tori, databili tra il VI e il VII secolo.
Nel 1809 è stata inoltre rinvenuta a Burghead una fonte, forse di epoca romana.

## Società

### Evoluzione demografica
Al censimento del 2011, Burghead contava una popolazione pari a 1.945 abitanti, di cui 963 erano donne e 982 erano uomini.
La località ha conosciuto quindi un notevole incremento demografico rispetto al 2001, quando contava una popolazione pari a 1.662 abitanti. Il dato è però tendente ad un lieve calo (la popolazione stimata nel 2016 era di circa 1.910 abitanti).

## Cultura

### Feste ed eventi
- Burning the Clavie (11 gennaio)[2]